# Єдинство (Уб)
«Єдинство» (серб. Фудбалски клуб «Јединство» Уб) — сербський футбольний клуб з міста Уб. Виступає в Сербській лізі Захід, третьому дивізіоні сербського чемпіонату.

## Історія
Один з найстаріших та найвідоміших клубів у Сербії. Заснований у 1920 році, найуспішнішими сезонами в історії клубу були 1966, 1978, 1981 та 1986 роках, коли команда грала в Сербській лізі, а також сезони 2000/01, 2001/02, 2003/04, 2004/05, 2005/06 років, в яких «Єдинство» виступав у змаганнях другої ліги СР Югославії (у тому числі й Сербії і Чорногорії). 

## Статистика виступів
| Сезон    | Рівень | Ліга                | Місце | Іг | В  | Н  | П  | ЗМ | ПМ | РМ  | О  | Кубок             |
| -------- | ------ | ------------------- | ----- | -- | -- | -- | -- | -- | -- | --- | -- | ----------------- |
| 2013/14. | 4      | Зона Дрина          | 2     | 30 | 19 | 5  | 6  | 62 | 24 | +38 | 62 | Не кваліфікувався |
| 2014/15  | 3      | Сербська ліга Захід | 4     | 30 | 11 | 13 | 6  | 32 | 22 | +10 | 46 | Не кваліфікувався |
| 2015/16  | 3      | Сербська ліга Захід | 13    | 30 | 8  | 12 | 10 | 26 | 32 | −6  | 36 | Не кваліфікувався |
| 2016/17  | 4      | Зона Дрина          | 2     | 30 | 22 | 5  | 3  | 53 | 13 | +40 | 71 | Не кваліфікувався |
| 2017/18  | 3      | Сербська ліга Захід | 4     | 34 | 18 | 6  | 10 | 41 | 25 | +16 | 60 | Не кваліфікувався |
| 2018/19  | 3      | Сербська ліга Захід | 3     | 30 | 16 | 6  | 8  | 46 | 21 | +25 | 54 | Не кваліфікувався |
| 2019/20  | 3      | Сербська ліга Захід | 4     | 19 | 11 | 2  | 6  | 24 | 17 | +7  | 35 | Не кваліфікувався |
| 2020/21  | 3      | Сербська ліга Захід | 2     | 34 | 21 | 5  | 8  | 59 | 29 | +30 | 68 | Не кваліфікувався |
| 2021/22  | 3      | Сербська ліга Захід | 3     | 30 | 16 | 8  | 6  | 44 | 19 | +25 | 56 | Не кваліфікувався |
| 2022/23  | 2      | Перша ліга          | 6     | 37 | 14 | 11 | 12 | 45 | 38 | +7  | 53 | Не кваліфікувався |
| 2023/24  | 2      | Перша ліга          | 2     | 37 | 20 | 7  | 10 | 51 | 39 | +12 | 67 | 1/16 фіналу       |
| 2024/25  | 1      | Суперліга           | 16    | 37 | 7  | 4  | 26 | 32 | 73 | −41 | 25 | 1/16 фіналу       |

1. ↑  Сезон не дограли через пандеиію COVID-19.

## Відомі гравці
- Драган Джаїч
- Ратко Чолич
- / Александар Лукович
- Душан Баста
- Драган Мрджа
- Неманья Матич
- Радосав Петрович